# European Film Awards

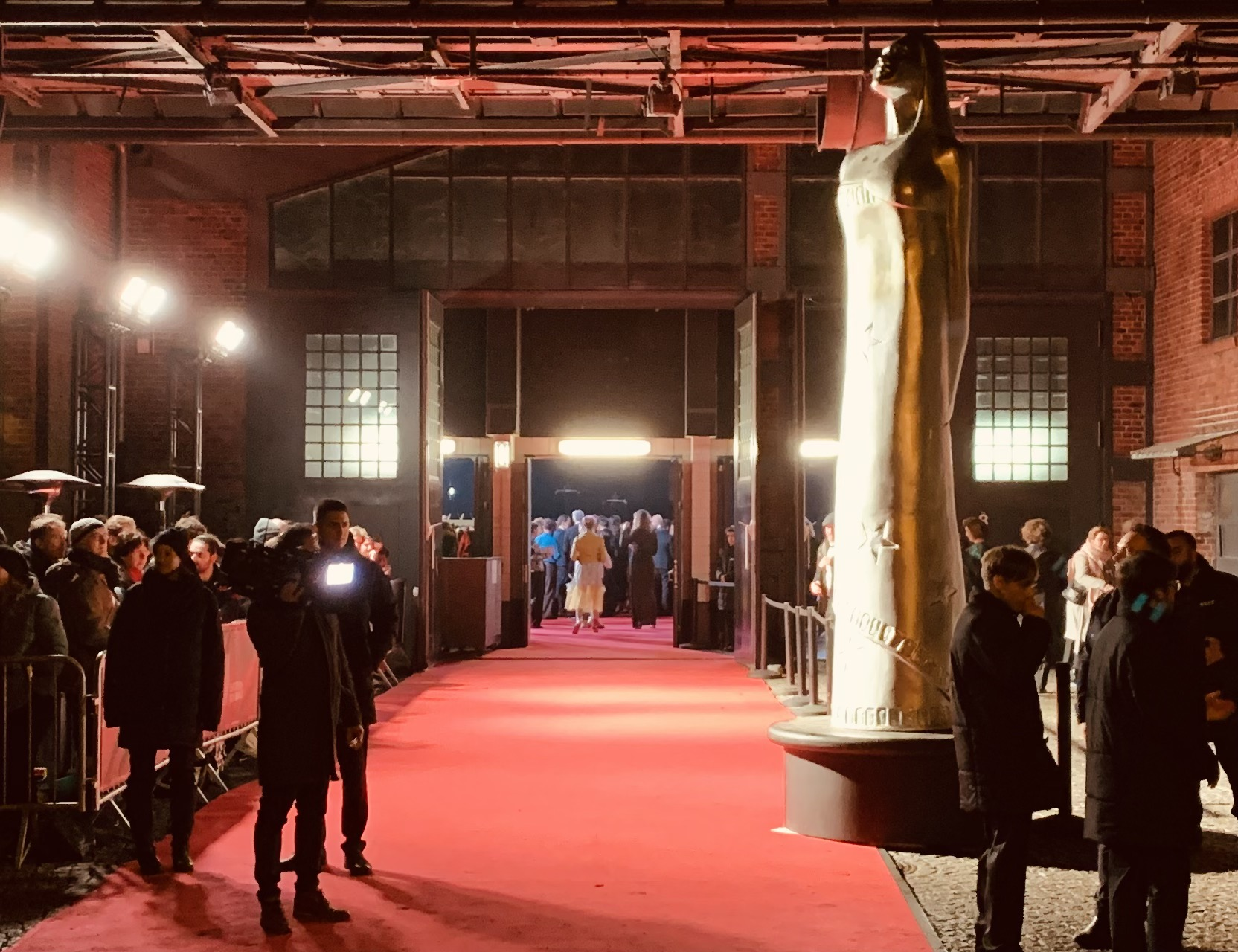
European Film Awards

European Film Awards är ett pris som delas ut årligen av Europeiska filmakademin för utmärkta insatser inom europeisk film. Priserna är fördelade på över tio kategorier, varav den mest åtråvärda är Årets film. Priserna går endast till filmer producerade i Europa och till europeiska producenter, regissörer och skådespelare.
När priset introducerades 1988 rönte det genast stor popularitet, men mot mitten av 1990-talet dalade uppmärksamheten. Ursprungligen kallades priset Felix Awards. Vartannat år delas priset ut i Berlin och vartannat år i någon annan europeisk stad. 2008 delades priserna ut i Köpenhamn 6 december.

## Värdstäder
| Upplaga | År   | Plats                           | Ort       | Datum        |
| ------- | ---- | ------------------------------- | --------- | ------------ |
| 1       | 1988 | Theater des Westens             | Berlin    | 26 nov. 1988 |
| 2       | 1989 | Théâtre des Champs-Élysées      | Paris     | 25 nov. 1989 |
| 3       | 1990 | Royal Concert Hall              | Glasgow   | 2 dec. 1990  |
| 4       | 1991 | Babelsberg                      | Potsdam   | 1 dec. 1991  |
| 5       | 1992 | Babelsberg                      | Potsdam   | 25 nov. 1992 |
| 6       | 1993 | Babelsberg                      | Potsdam   | 4 dec. 1993  |
| 7       | 1994 | Spiegelzelt                     | Berlin    | 27 nov. 1994 |
| 8       | 1995 | Bar jeder Vernunft              | Berlin    | 12 nov. 1995 |
| 9       | 1996 | Blaues Zelt am Lützowplatz      | Berlin    | 8 nov. 1996  |
| 10      | 1997 | Flughafen Tempelhof             | Berlin    | 7 dec. 1997  |
| 11      | 1998 | Old Vic                         | London    | 4 dec. 1998  |
| 12      | 1999 | Schillertheater                 | Berlin    | 4 dec. 1999  |
| 13      | 2000 | Chaillot National Theatre       | Paris     | 2 dec. 2000  |
| 14      | 2001 | Tempodrom                       | Berlin    | 1 dec. 2001  |
| 15      | 2002 | Rome Opera House                | Rom       | 7 dec. 2002  |
| 16      | 2003 | Treptow Arena                   | Berlin    | 6 dec. 2003  |
| 17      | 2004 | Forum Convention Center         | Barcelona | 11 dec. 2004 |
| 18      | 2005 | Treptow Arena                   | Berlin    | 3 dec. 2005  |
| 19      | 2006 | EXPO XXI Center                 | Warszawa  | 2 dec. 2006  |
| 20      | 2007 | Treptow Arena                   | Berlin    | 1 dec. 2007  |
| 21      | 2008 | Forum                           | Köpenhamn | 6 dec. 2008  |
| 22      | 2009 | Jahrhunderthalle                | Bochum    | 12 dec. 2009 |
| 23      | 2010 | Nokia Concert Hall              | Tallinn   | 4 dec. 2010  |
| 24      | 2011 | Tempodrom                       | Berlin    | 3 dec. 2011  |
| 25      | 2012 | Mediterranean Conference Centre | Valletta  | 1 dec. 2012  |
| 26      | 2013 | Haus der Berliner Festspiele    | Berlin    | 7 dec. 2013  |
| 27      | 2014 | Lettlands nationalopera         | Riga      | 13 dec. 2014 |
| 28      | 2015 | Haus der Berliner Festspiele    | Berlin    | 12 dec. 2015 |
| 29      | 2016 | National Forum of Music         | Wroclaw   | 10 dec. 2016 |
| 30      | 2017 | Haus der Berliner Festspiele    | Berlin    | 9 dec. 2017  |
| 31      | 2018 | Teatro de la Maestranza         | Sevilla   | 15 dec. 2018 |
| 32      | 2019 | Haus der Berliner Festspiele    | Berlin    | 7 dec. 2019  |
| 33      | 2020 | Online från Futurium            | Berlin    | 12 dec. 2020 |

## Priser

### 2007
- Bästa film: 4 månader, 3 veckor och 2 dagar
- Bästa regi: Christian Mungiu
- Bästa skådespelare: Sasson Gabal i The Band's Visit
- Bästa skådespelerska: Helen Mirren i The Queen
- Bästa manus: Fatih Akin för Vid himlens utkant
- Bästa musik: Alexandre Desplat, The Queen
- Kritikerpriset: Private Fears in Public Places, Alain Resnais
- Folkets val: La Sconosciuta, Giuseppe Tornatore
- Bästa kortfilm: Alumbramiento, Eduardo Chapero-Jackson
- Bästa dokumentär: Le papier ne peut pas enveloper la braise, Rithy Pahn
- Årets europeiska upptäckt: The Band's Visit, Eran Kolirin
- Bästa foto: Frank Griebe för Parfymen
- Bästa scenografi: Ui Hanisch för Parfymen
- Lifetime achievement: Jean-Luc Godard

### 2008
- Bästa film: Gomorra
- Årets europeiska upptäckt: Hunger
- Bästa dokumentär: René
- Bästa regissör: Matteo Garrone för Gomorra
- Bästa manliga skådespelare: Toni Servillo för Gomorra
- Bästa kvinnliga skådespelare: Kristin Scott Thomas för Jag har älskat dig så länge
- Bäst musik: Max Richter för Waltz with Bashir

### 2009
- Bästa film: Det vita bandet
- Årets europeiska upptäckt: Katalin Varga
- Årets animerade film: Mia and the Migoo
- Bästa dokumentär: The Sound of Insects - Records of a Mummy
- Bästa regissör: Michael Haneke för Det vita bandet
- Bästa manliga skådespelare: Tahar Rahim för En profet
- Bästa kvinnliga skådespelare: Kate Winslet för The Reader
- Bäst musik: Alberto Iglesias för Brustna omfamningar

### 2010
- Bästa film: The Ghost Writer
- Årets europeiska upptäckt: Lebanon
- Årets animerade film: Illusionisten
- Bästa dokumentär: Nostalgia for the Light
- Bästa regissör: Roman Polanski för The Ghost Writer
- Bästa manliga skådespelare: Ewan McGregor för The Ghost Writer
- Bästa kvinnliga skådespelare: Sylvie Testud för Miraklet i Lourdes
- Bäst musik: Alexandre Desplat för The Ghost Writer

### 2011
- Bästa film: Melancholia
- Årets europeiska upptäckt: Oxygen
- Årets animerade film: Chico y Rita
- Bästa dokumentär: Pina
- Bästa regissör: Susanne Bier för Hämnden
- Bästa manliga skådespelare: Colin Firth för The King's Speech
- Bästa kvinnliga skådespelare: Tilda Swinton för Vi måste prata om Kevin
- Bäst musik: Ludovic Bource för The Artist

### 2012
- Bästa film: Amour
- Årets europeiska upptäckt: Kauwboy
- Årets animerade film: Alois Nebel
- Bästa dokumentär: Winter Nomad
- Bästa regissör: Michael Haneke för Amour
- Bästa manliga skådespelare: Jean-Louis Trintignant för Amour
- Bästa kvinnliga skådespelare: Emmanuelle Riva för Amour

### 2013
- Bästa film: Den stora skönheten
- Bästa komedi: Love Is All You Need
- Årets europeiska upptäckt: A Coffee in Berlin
- Årets animerade film: The Congress
- Bästa dokumentär: The Act of Killing
- Bästa regissör: Paolo Sorrentino för Den stora skönheten
- Bästa manliga skådespelare: Toni Servillo för Den stora skönheten
- Bästa kvinnliga skådespelare: Veerle Baetens för The Broken Circle Breakdown

### 2014
- Bästa film: Ida
- Bästa komedi: The Mafia Kills Only In Summer
- Årets europeiska upptäckt: The Tribe
- Årets animerade film: The Art of Happiness
- Bästa dokumentär: Master of the Universe
- Bästa regissör: Paweł Pawlikowski för Ida
- Bästa manliga skådespelare: Timothy Spall för Mr. Turner
- Bästa kvinnliga skådespelare: Marion Cotillard för Två dagar, en natt

### 2015
- Bästa film: Youth
- Bästa komedi: En duva satt på en gren och funderade på tillvaron
- Årets europeiska upptäckt: Mustang
- Årets animerade film: Havets sång
- Bästa dokumentär: Amy
- Bästa regissör: Paolo Sorrentino för Youth
- Bästa manliga skådespelare: Michael Caine för Youth
- Bästa kvinnliga skådespelare: Charlotte Rampling för 45 år

### 2016
- Bästa film: Min pappa Toni Erdmann
- Bästa komedi: En man som heter Ove
- Årets europeiska upptäckt: Den lyckligaste dagen i Olli Mäkis liv
- Årets animerade film: Mitt liv som zucchini
- Bästa dokumentär: Bortom Lampedusa
- Bästa regissör: Maren Ade för Min pappa Toni Erdmann
- Bästa manliga skådespelare: Peter Simonischek för Min pappa Toni Erdmann
- Bästa kvinnliga skådespelare: Sandra Hüller  för Min pappa Toni Erdmann

### 2017
- Bästa film: The Square
- Bästa komedi: The Square
- Årets europeiska upptäckt: Lady Macbeth
- Årets animerade film: Loving Vincent
- Bästa dokumentär: Communion
- Bästa regissör: Ruben Östlund för The Square
- Bästa manliga skådespelare: Claes Bang för The Square
- Bästa kvinnliga skådespelare: Alexandra Borbély för On Body and Soul

### 2018
- Bästa film: Cold War
- Bästa komedi: The Death of Stalin
- Årets europeiska upptäckt: Girl
- Årets animerade film: Another Day of Life
- Bästa dokumentär: Bergman - A Year in a Life
- Bästa regissör: Paweł Pawlikowski för Cold War
- Bästa manliga skådespelare: Marcello Fonte för Dogman
- Bästa kvinnliga skådespelare: Joanna Kulig för Cold War

### 2019
- Bästa film: The Favourite
- Bästa komedi: The Favourite
- Årets europeiska upptäckt: Les Misérables
- Årets animerade film: Buñuel in the Labyrinth of the Turtles
- Bästa dokumentär: For Sama
- Bästa regissör: Yorgos Lanthimos för The Favourite
- Bästa manliga skådespelare: Antonio Banderas för Pain and Glory
- Bästa kvinnliga skådespelare: Olivia Colman för The Favourite

### 2020
- Bästa film: En runda till
- Bästa komedi: The Big Hit
- Årets europeiska upptäckt: Sole
- Årets animerade film: Josep
- Bästa dokumentär: Collective
- Bästa regissör: Thomas Vinterberg för En runda till
- Bästa manliga skådespelare: Mads Mikkelsen för En runda till
- Bästa kvinnliga skådespelare: Paula Beer för Undine